# Alfred Burgemeister

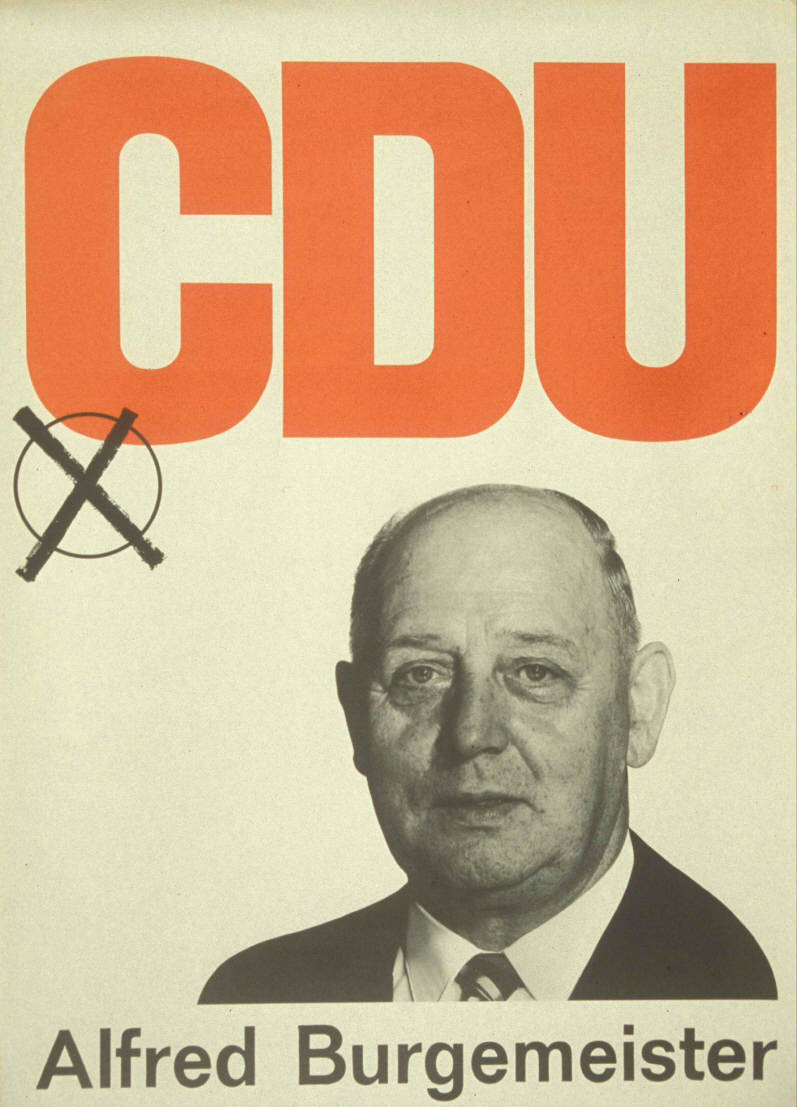
Kandidatenplakat Alfred Burgemeisters zur Bundestagswahl 1969

Alfred Erich Wilhelm Burgemeister (* 22. Juli 1906 in Perleberg; † 23. April 1970 in München) war ein deutscher Offizier, zuletzt Oberst der Reserve der Bundeswehr, Einzelhandelskaufmann und Politiker (CDU). Er war von 1953 bis 1970 Mitglied des Deutschen Bundestages. 1960/61 war er stellvertretender Vorsitzender der CDU/CSU-Bundestagsfraktion.

## Leben

### Herkunft und Lehre
Burgemeister wurde 1906 als Sohn eines Gastwirtes, der auch einen landwirtschaftlichen Betrieb und ein Reisefuhrunternehmen führte, in Perleberg in der Westprignitz geboren. Nach dem Besuch der Volksschule seiner Heimatstadt absolvierte er ab 1921 eine kaufmännische Lehre bei der Generaldirektion der Perleberger Versicherungs-AG. Er wurde in dieser Zeit Mitglied des Jungstahlhelms des Stahlhelms, Bund der Frontsoldaten. 1923 wurde er Volontär im örtlichen Mühlenbetrieb.

### Militärischer Werdegang
Im Jahre 1924 trat er für ca. sechs Monate als Zeitfreiwilliger in das 9. (Preußische) Infanterie-Regiment der Reichswehr in Wünsdorf ein. Noch im selben Jahr verließ er die Truppe und wechselte in den Betrieb seines Vaters. 1926 war er Wiedereinsteller bei der Reichswehr in Spandau. Ab 1928 besuchte er die Heeresfachschule für Verwaltung und Wirtschaft. 1929/30 durchlief er die Unteroffizierausbildung, es folgte die Beförderung zum Feldwebel und das Angebot einen Offizier-Auswahl-Lehrgang zu besuchen.
1934 wurde er zum Oberleutnant befördert. Er führte zunächst einen Maschinengewehr-Zug und wurde dann zum 12. Infanterie-Regiment versetzt. 1938/39 durchlief er die Kriegsakademie in Berlin. Im Zweiten Weltkrieg war er u. a. Ordonnanzoffizier, Dritter Generalstabsoffizier (Ic) und Zweiter Generalstabsoffizier (Ib). 1942 wurde er Kommandeur des Grenadier-Regiments 524, das an der Ostfront und auf dem Balkan eingesetzt war. 1945 geriet der Oberst in britische Kriegsgefangenschaft.
Nach dem Krieg war er in der Notgemeinschaft ehemaliger Berufssoldaten engagiert. Der Personalgutachterausschuss der Bundeswehr stufte ihn als geeignet ein, Burgemeister ließ sich aber bis zur Bundestagswahl zurückstellen und entschied sich 1961 für die Politik. Der Reserveoffizier leistete eine Wehrübung und bekleidete den Dienstgrad eines Obersts der Reserve des Heeres.

### Kaufmännischer Beruf
1945 war Burgemeister zunächst Landarbeiter, bevor er bis 1946 die Leitung des Flüchtlingslagers in Helmstedt übernahm. Später leitete er das Flüchtlingslager in Marienthal. Von 1946 bis 1958 war er als Einzelhandelskaufmann (Gemischtwarenladen) in Schöningen tätig. Darüber hinaus saß er im Einzelhandelsbeirat der Industrie- und Handelskammer (IHK) Braunschweig.

## Politik

### Partei
Burgemeister trat der CDU bei. Er war von 1962 bis 1970 Vorsitzender des Kreisverbandes Helmstedt und von 1968 bis 1970 des Landesverbandes Braunschweig. Außerdem gehörte er dem Vorstand der CDU Niedersachsen an.

### Abgeordneter

#### Kommunalpolitik
1948 wurde er in den Rat der Stadt Schöningen gewählt und 1952 in den Kreistag von Helmstedt.

#### Bundespolitik
Als Direktkandidat war er 1953 bis 1965 (mit 36,9 Prozent (2. WP), 46,2 Prozent (3. WP) und 44,5 Prozent (4. WP)) für den Wahlkreis 51 (Braunschweig/Land-Helmstedt) und von 1965 bis 1969 (mit 49,7 Prozent) für den Wahlkreis 46 (Helmstedt-Wolfsburg) sowie 1969/70 über den 3. Platz der Landesliste Niedersachsen Mitglied des Deutschen Bundestages.
Zunächst Schriftführer, war er von 1957 bis 1963 Vorsitzender des Diskussionskreises Mittelstand (heute: Parlamentskreis Mittelstand) der CDU/CSU-Bundestagsfraktion. 1960/61 war er unter Heinrich Krone (CDU) stellvertretender Fraktionsvorsitzender. Von 1963 bis 1969 war er Vorsitzender des Arbeitskreises Wirtschaft und Ernährung der Fraktion.
Er war ordentliches Mitglied des Ausschusses für Beamtenrecht (1953–1957), des Ausschusses für Ernährung, Landwirtschaft und Forsten (1956/57), des Ausschusses für gesamtdeutsche und Berliner Fragen (1953–1957), des Verteidigungsausschusses (1969/70), des Ausschusses für Gesundheitswesen (1957–1960) und des Ausschusses für Mittelstandsfragen (1957–1965) an. Außerdem war er stellvertretendes Mitglied des Ausschusses für Angelegenheiten der inneren Verwaltung bzw. des Inneren (1955–1965), des Ausschusses für Post und Telekommunikation (1955–1957), des Ausschusses für Sonderfragen des Mittelstandes (1956/57), des Ausschusses für Gesundheitswesen (1960/61), des Verteidigungsausschusses (1953–1961, 1970), des Ausschusses für Kriegsopfer- und Heimkehrerfragen (1961–1965) und des Ausschusses für Wirtschaft und Mittelstandsfragen bzw. für Wirtschaft (1965–1970).

## Familie
Er, evangelisch, war verheiratet und Vater von drei Kindern.

## Auszeichnungen
- 1945: Ritterkreuz des Eisernen Kreuzes
- 1968: Großen Bundesverdienstkreuz